# جوليان روز
جوليان روز (بالإنجليزية: Julian Rose)‏ هو شخصية أعمال بريطاني، ولد في 1 مارس 1947.